# Антиперистальтика
Антипериста́льтика (синоним: ретрогра́дная периста́льтика; лат. antiperistalsis) — перистальтические, волнообразные сокращения стенок трубчатых полых органов, продвигающих содержимое этих органов в противоположном естественному направлению, от «выхода» органа ко «входу».
Антиперистальтика может быть физиологической (свойственной здоровому организму) и патологической. В одних органах (отделах органов) любая антиперистальтика не физиологична, в других — может быть и физиологической, и патологической.

## Ретроградная перистальтика в желудке и тонкой кишке
В желудке и в тонкой кишке антиперистальтика не физиологична. Ретроградную перистальтику тонкой кишки можно вызвать у здорового человека приёмом рвотных лекарственных средств. В то же время, сегодня отсутствуют объективные данные, подтверждающие жёсткую корреляцию между рвотой и ретроградной перистальтикой.

## Ретроградная перистальтика в толстой кишке
В толстой кишке ретроградная перистальтика (антиперистальтика) — физиологичное явление, направленное, наряду с другими видами сокращений, на перемешивание содержимого кишки, обеспечивающее задержку содержимого в кишке и лучшее всасывание воды и электролитов. Наблюдается в следующих отделах толстой кишки: в слепой кишке, восходящей ободочной и первой трети поперечной ободочной кишки. С её помощью недостаточно ещё сгущенное содержание кишки отодвигается обратно к началу толстой кишки для дальнейшей переработки.

## Ретроградная перистальтика в сфинктере Одди
В сфинктере Одди ретроградная перистальтика считается физиологической, если число антиперистальтических волн составляет не более 20 % от числа перистальтических. При проведении манометрии сфинктера Одди соотношение числа ретроградных перистальтических сокращений к прямым является одним из диагностических критериев.

## Отличие понятий «Антиперистальтика» и «Рефлюкс»
Антиперистальтика обычно касается физиологического процесса в пределах одного органа (одного отдела). При рефлюксе происходит затекание или заброс из одного органа в другой (или из одного отдела органа в другой отдел). Например, гастроэзофагеальный рефлюкс означает заброс содержимого желудка в пищевод, а дуоденогастральный рефлюкс — из двенадцатиперстной кишки в желудок.
Антиперистальтика, как и перистальтика, — процесс, в основе которого лежит волнообразные сокращения стенок полого органа. Рефлюкс обычно связан с преодолением разделяющего органы (отделы) сфинктера.